# Wang Liping (Fußballspielerin)
Wang Liping (chinesisch 王麗萍 / 王丽萍, Pinyin Xiè Huìlín; * 12. November 1973 in Baoding) ist eine ehemalige chinesische Fußballspielerin.

## Karriere

### Klub
Bis zum Jahr 2001 spielte sie in ihrer Heimat beim Hebei FC. Danach wechselte sie für die Saison 2002 in die USA, zum WUSA-Franchise Atlanta Beat. Danach kehrte sie wieder zu ihrem Heimatklub zurück und beendete dort dann auch irgendwann ihre Karriere.

### Nationalmannschaft
Mit der chinesischen A-Nationalmannschaft hatte sie ihre erste Turnierteilnahme mit der Weltmeisterschaft 1995, wo sie in allen Spielen der Mannschaft eingesetzt wurde. Ein Jahr darauf war sie dann auch beim Fußballturnier der Olympischen Spiele 1996 dabei, wo sie mit ihrem Team die Silbermedaille gewann. Bei der Weltmeisterschaft 1999 schaffte es sie es dann bis ins Finale, scheiterte hier jedoch am Ende gegen Deutschland. Danach war sie auch wieder beim Olympiaturnier im Jahr 2000 im Kader der dortigen Mannschaft. Diesmal kam sie mit ihrer Mannschaft aber nicht über die Gruppenphase hinaus.
Zudem war sie auch noch Teil der Spielerinnen bei der Weltmeisterschaft 2003, mit denen sie es zumindest bis ins Viertelfinale schaffte. Als eine der wenigen aus der Silbermannschaft von den Spielen 1996 war sie auch bei den Spielen im Jahr 2004 dabei. Dies waren dann aber auch mit die letzten Einsätze, von ihr in der Nationalmannschaft.